# Adrityla deseretae
Adrityla deseretae är en mångfotingart som först beskrevs av Chamberlin 1910.  Adrityla deseretae ingår i släktet Adrityla och familjen Adritylidae. Inga underarter finns listade i Catalogue of Life.